# Cololo
Der Cololo ist einer der höchsten Gipfel der Cordillera Apolobamba in Bolivien nahe der peruanischen Grenze. Er gehört zusammen mit dem Cuchillo (5655 m), Nubi (5710 m) und Akamani (5700 m) zur südlichen Kette der Apolabamba-Kordillere.
Er liegt 205 km nordwestlich des Regierungssitzes La Paz und neun Kilometer südwestlich von Pelechuco und erreicht eine Höhe von 5915 m. Der Gipfel des Cololo ist ganzjährig mit Schnee bedeckt.